# Signalling Gateway
Ein Signalling Gateway wird an der Schnittstelle zwischen Sprach- (TDM) und Datennetz (IP) verwendet. Es dient dazu die Signalisierungsdaten, die in aller Regel im Signalisierungssystem SS7 gehalten sind, am Netzübergang so zu bearbeiten, dass sie über das jeweilige Netz (Sprach- oder Datennetz) gesendet werden können. Dies ist deshalb erforderlich, da Signalisierungsdaten in der TDM-Welt auf leitungsvermittelnden PCM-Kanälen mit einer festen Datenübertragungsrate von 64 kbit/s gesendet werden und im Datennetz nicht. Im Datennetz wird paketvermittelnd mittels Internet-Protokoll gearbeitet.
Zur Übertragung von SS7 über IP kann das Stream Control Transmission Protocol (SCTP) verwendet werden.
Das Signalling Gateway kann entweder eigenständig verwendet werden, um ein hohes Aufkommen an SS7-Nachrichten anstatt mittels TDM-Technik (z. B. EWSD) mithilfe von IP-Technik (z. B. Router) zu senden, oder aber in Verbindung mit einem Media Gateway Controller in verschiedenen Lösungsansätzen zur IP-Telefonie.